# Timur Gareyev
Timur Gareyev (usbekisch Temur Gareyev; * 3. März 1988 in Taschkent) ist ein usbekischer Schachspieler. Seit Juli 2012 spielt er für den US-amerikanischen Schachverband (USCF).

## Leben
Als er sechs Jahre alt war, lernte er das Schachspielen von seinem Großvater. 2005 kam Timur Gareyev durch ein Schachstipendium der University of Texas at Brownsville in die Vereinigten Staaten. Ab 2009 spielte er Schach auch für die University of Maryland, Baltimore County. In der United States Chess League spielte er 2013 für die Seattle Sluggers und 2015 für die Las Vegas Desert Rats.
Trainiert wurde er in Usbekistan von Georgi Borissenko und an der Universität in Brownsville, die er absolvierte, von Ronen Har-Zvi.
Im Juni 2022 wurde Gareyev von der USCF für ein Jahr für USCF-Turniere gesperrt, nachdem es mehrere Beschwerden von Schachspielerinnen über sexuellen Missbrauch durch Gareyev gegeben hatte.

## Erfolge
Bei der usbekischen Einzelmeisterschaft 2007 in Taschkent teilte er sich den Sieg mit Vladimir Egin und Anton Filippov. In den Vereinigten Staaten gewann er die bestdotierten Turniere des Landes. Zu seinen Turniersiegen dort gehören: Liberty Bell Open (2008 und 2009), National Open (2010), Chicago Open (2011), US Open (2011) und Land of the Sky (2012). Am 24. September 2016 stellte Gareyev einen neuen Weltrekord im Blindschach auf, als er in Coralville gegen 64 Spieler hintereinander spielte. Am 3. Dezember 2016 stellt er einen neuen Weltrekord im Blindsimultan auf, als er in der University of Nevada, Las Vegas (UNLV) gegen 48 Gegner blindsimultan spielte. Dabei saß er mit verbundenen Augen auf einem Hometrainer und holte auf diese Weise 35 Siege und 7 Remis; 6 Partien gingen verloren. Die panamerikanische Schachmeisterschaft gewann er 2022 in San Salvador.
Für die usbekische Nationalmannschaft spielte er bei den Schacholympiaden 2004 (8 Punkte aus 11 Partien bei einer Elo-Leistung von 2632 am Reservebrett) und 2006 (8 Punkte aus 11 Partien bei einer Elo-Leistung von 2716 am dritten Brett) sowie bei der asiatischen Mannschaftsmeisterschaft 2008 am Spitzenbrett.
Im August 2003 wurde ihm der Titel Internationaler Meister verliehen. Die Normen hierfür erzielte er im Juli 2002 in Oral, im Januar 2003 in Belowo und einen Monat später in Kemerowo. Weniger als ein Jahr später, im Juli 2004, wurde ihm der Großmeister-Titel verliehen. Hierfür reichten zwei eingereichte Turniere, da er bei seinen Normen im November 2003 in Serpuchow mit 14,5 Punkten aus 19 Partien und im April 2004 in Lwiw mit 12 aus 15 die erforderliche Partienanzahl hatte.
Seine höchste Elo-Zahl war 2682 im Februar 2013.